# Sumio Mabuchi
Pour les articles homonymes, voir Mabuchi.
Sumio Mabuchi (馬淵 澄夫, Mabuchi Sumio), né le 23 août 1960 à Nara (Japon), est un homme politique japonais. Membre du Parti démocrate, il est ministre du Territoire, des Infrastructures, des Transports et du Tourisme entre 2010 et 2011.